# Gibbaeum
Gibbaeum is een geslacht van dwergvetplanten uit de ijskruidfamilie (Aizoaceae). Het geslacht is vrijwel geheel endemisch in de Kleine Karoo-streek van de provincie West-Kaap van Zuid-Afrika, die goeddeels deel uitmaakt van de ecoregio Succulenten-Karoo.
De dikke bladeren kunnen rond of langwerpig zijn en komen in paren voor die echter asymmetrisch zijn. Ze kunnen glad of behaard zijn en in kleur variëren. Ze geven het plantje vaak het aanzien van een paar kiezelsteentjes. De plant groeit vooral in de wintertijd en bloeit wat later met witte of paarse bloemen.

## Soorten[3]
- Gibbaeum album N.E.Br.
- Gibbaeum angulipes (L.Bolus) N.E.Br.
- Gibbaeum dispar N.E.Br.
- Gibbaeum esterhuyseniae L.Bolus
- Gibbaeum geminum N.E.Br.
- Gibbaeum gibbosum (Haw.) N.E.Br.
- Gibbaeum hartmannianum Thiede & Niesler
- Gibbaeum heathii (N.E.Br.) L.Bolus
- Gibbaeum ihlenfeldtii Thiede
- Gibbaeum nebrownii Tischler
- Gibbaeum nuciforme (Haw.) Glen & H.E.K.Hartmann
- Gibbaeum pachypodium (Kensit) L.Bolus
- Gibbaeum petrense (N.E.Br.) Tischler
- Gibbaeum pilosulum (N.E.Br.) N.E.Br.
- Gibbaeum pubescens (Haw.) N.E.Br.
- Gibbaeum shandii (N.E.Br.) N.E.Br.
- Gibbaeum velutinum (L.Bolus) Schwantes

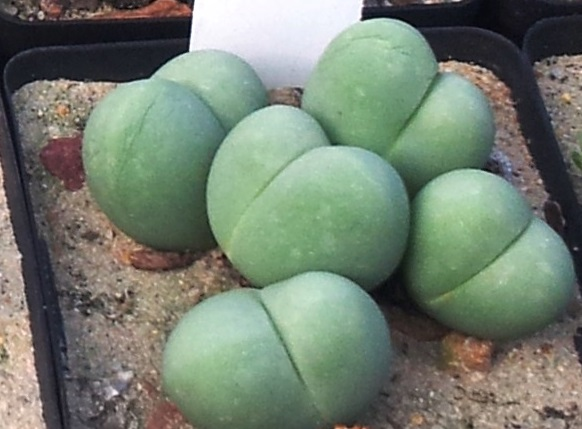
Gibbaeum heathii
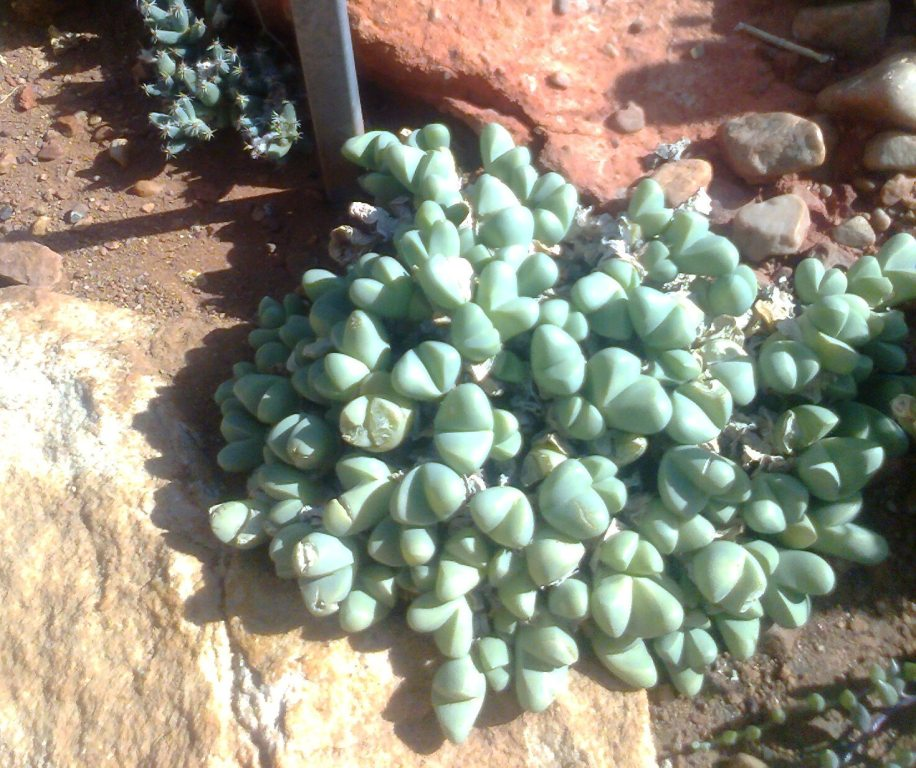
Gibbaeum petrense
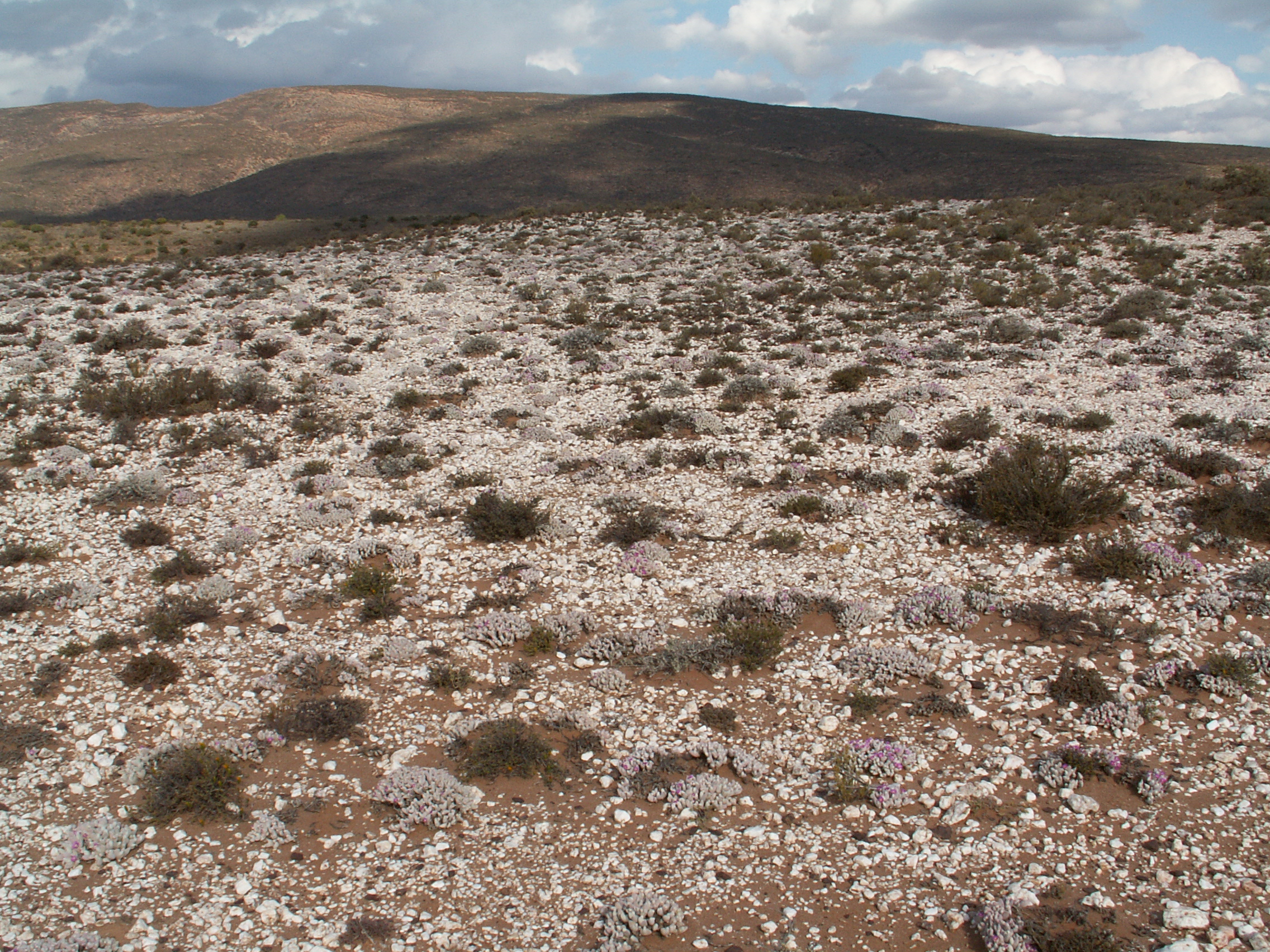
een veld vol visbekvijgjes

... · 
Antimima · 
Argyroderma · 
Carpobrotus · 
Disphyma · 
Dorotheanthus · 
Gibbaeum · 
Lapidaria · 
Lithops · 
Mesembryanthemum · 
Sceletium · 
Tetragonia · 
...